# Scapania hirosakiensis
Scapania hirosakiensis là một loài rêu trong họ Scapaniaceae. Loài này được Stephani ex K. Müller mô tả khoa học đầu tiên năm 1905.